# مایکل چاپلین
مایکل چاپلین (انگلیسی: Michael Chaplin؛ زادهٔ ۷ مارس ۱۹۴۶) یک هنرپیشه اهل ایالات متحده آمریکا است. او دومین فرزند چارلی چاپلین از آخرین ازدواجش میباشد.